# Новинка (Приозерский район)
Новинка (до 1948 года Сипилянмяки, фин. Sipilänmäki) — посёлок в Громовском сельском поселении Приозерского района Ленинградской области.

## Название
Топоним Сипилянмяки переводится как «горка Зигфрида».
В начале 1948 года на сходе рабочих подсобного хозяйства завода «Большевик» трудящиеся решили присвоить деревне наименование Новинка. Переименование закреплено указом Президиума ВС РСФСР от 13 января 1949 года.

## История
До 1939 года деревня Сипилянмяки входила в состав волости Саккола Выборгской губернии Финляндской республики.
С января 1940 года — в составе Карело-Финской ССР.
С 1 августа 1941 года по 31 июля 1944 года финская оккупация.
С 1 ноября 1944 года учитывалась в составе Саккольского сельсовета Кексгольмского района. В 1944 году, когда Карельский перешеек вновь отошел к Советскому Союзу, на землях деревни новые переселенцы основали подсобное хозяйство завода «Большевик». В ходе укрупнения к деревне были присоединены соседние селения Саккола, Кунналискоти, Сеппола и Маттила.
С 1 октября 1948 года — в составе Красноармейского сельсовета Приозерского района.
С 13 января 1949 года деревня Сипилянмяки стала учитываться, как посёлок Новинка в составе Громовского сельсовета Приозерского района.
С 1 февраля 1963 года — в составе Громовского сельсовета Выборгского района.
С 1 января 1965 года — вновь в составе Громовского сельсовета Приозерского района. В 1965 году население посёлка составляло 234 человек. 
По данным 1966, 1973 и 1990 годов посёлок Новинка входил в состав Громовского сельсовета.
В 1997 году в посёлке Новинка Громовской волости проживали 79 человек, в 2002 году — 61 человек (русские — 98 %).
В 2007 году в посёлке Новинка Громовского СП проживали 24 человека, в 2010 году — 14 человек.

## География
Посёлок расположен в центральной части района на автодороге 41К-155 (ст. Громово — паромная переправа).
Расстояние до административного центра поселения — 3 км.
Расстояние до ближайшей железнодорожной станции Громово — 6 км.
Посёлок находится на северном берегу Суходольского озера.

## Демография
| 2007 | 2010 | 2017 |
| ---- | ---- | ---- |
| 24   | ↘14  | ↗16  |

## Улицы
Школьная, Шоссейная.